# Krupoliny
Krupoliny – osada w Polsce położona w województwie warmińsko-mazurskim, w powiecie olsztyńskim, w gminie Barczewo. W latach 1975–1998 miejscowość administracyjnie należała do województwa olsztyńskiego.
Miejscowość położona jest nad dwoma jeziorami: Kiermas oraz Jezioro Kierzlińskie. Krupoliny mają dobre połączenie z Barczewem, a co się z tym wiąże, także dobre połączenie z Olsztynem i innymi miejscowościami. Odległość miejscowości od Olsztyna to 21,3 km.